# 點點幣
點點幣（英語：Peercoin），是一個加密電子貨幣。它是世界上首個採用持有量證明(英語：Proof of stake)共識機制算法技術的開源去中心化加密電子貨幣。Peercoin在2012年正式發佈。
此貨幣供應量設計在以每年百分之一的通脹方式增長，不設最高上限。他們認為這個設計會比其他貨幣更符合可持續發展。

## 外部連結
- Peercoin Official page （页面存档备份，存于）